# سنژینکا
سنژینکا (به بلغاری: Snezhinka) یک منطقهٔ مسکونی در بلغارستان است که در شهرستان کاردژالی واقع شده‌است.